# Pseudomugilidae
Famille
Les Pseudomugilidae sont une famille de poissons à nageoires rayonnées de l'ordre des Atheriniformes.

## Liste des genres
Selon FishBase (8 mai 2017) :
- genre Kiunga
- genre Pseudomugil
- genre Scaturiginichthys

Selon World Register of Marine Species (8 mai 2017) :
- genre Kiunga Allen, 1983
- genre Popondichthys Allen, 1987
- genre Pseudomugil Kner, 1866
- genre Scaturiginichthys Ivantsoff, Unmack, Saeed & Crowley, 1991